# UK-414,495
UK-414,495 je lek koji je razvila kompanija Pfizer za tretman poremećaja ženskog seksualnog nadražaja. UK-414,495 deluje kao potentan i selektivan inhibitor enzima neutralna endopeptidaza, čija normalna funkcija je razlaganje neuropeptida VIP. Konsekventno povećanje VIP aktivnosti menja protok krvi u genitalnom regionu, što dovodi do povećanja lubrikacije i mišične relaksacije.

## Spoljašnje veze
|  | Molimo Vas, obratite pažnju na važno upozorenje u vezi sa temama iz oblasti medicine (zdravlja). |